# Raúl Devés
Raúl Devés Jullian (Valparaíso, 5 de febrero de 1917-Santiago, 26 de junio de 1996) fue un ingeniero civil, académico y político chileno.

## Primeros años de vida
Es hijo de Eduardo Devés Casanueva y de Noemí Jullian Saint Clar. Estudió en el Colegio de los Sagrados Corazones de Valparaíso. Egresó de la Pontificia Universidad Católica de Chile, donde llegó a ser decano de la Facultad de Ingeniería de dicha casa de estudios. Fue también presidente del Club Deportivo Universidad Católica entre 1975 y 1976.

### Matrimonio e hijas
Casado con Rosa Alessandri Montes, fue padre de la académica y científica Rosa Noemí Devés Alessandri, actual rectora de la Universidad de Chile, además de María Isabel y María Angélica.

## Vida pública
Fue un eminente profesor de la Facultad de Ingeniería de la Pontificia Universidad Católica de Chile, y fue decano entre los años 1960 y 1968. En 1936 había sido presidente del Centro de Alumnos de la Escuela de Ingeniería de dicha Universidad. 
Además de su trayectoria académica, tuvo una activa participación política y fue presidente del Banco del Estado. Posteriormente se desempeñaría como alcalde de la comuna de Las Condes. Realiza carrera política en la Falange, posterior Democracia Cristiana.    
Como ingeniero civil, realizó importantes obras públicas, entre ellas el túnel de Chacabuco, el despeje del taco del Riñihue, el canal Bio Bío, el túnel de Lo Prado, varias estaciones del Metro (Universidad de Chile, Baquedano, Neptuno, Pajaritos y San Pablo), el camino Juncal-Caracoles y el camino Pajonales-Vallenar-Copiapó.
En 1985 la Pontificia Universidad Católica de Chile le otorgó el grado de doctor honoris causa. El Instituto de Ingenieros de Chile le otorgó la Medalla de Oro. Debido a su destacada labor como ingeniero, el 25 de junio de 2001 se inauguró en el Campus San Joaquín de la Pontificia Universidad Católica de Chile un monumento en homenaje a Raúl Devés y además, el edificio del decanato de la Escuela de Ingeniería de la mencionada universidad lleva su nombre. También existe una plaza que lleva su nombre en la comuna de Vitacura en Santiago de Chile. Desde 1997, el Instituto de Ingenieros de Chile otorga el Premio Raúl Devés Jullian al ingeniero chileno que se haya destacado en la enseñanza de la ingeniería en Chile.
Formó con su hermano Eduardo y su amigo José Luis del Río la empresa Devés, Del Río y Cia. Ltda.
Fue uno de los fundadores del Club Deportivo de la UC. Llegó a la presidencia del Club Deportivo Universidad Católica en 1975. Durante esa temporada la rama de fútbol compitió en la segunda división debido a su descenso en 1973. Pudo disfrutar del éxito al obtener el título de la segunda división y el ascenso a la división mayor durante el primer año de su gestión. Durante el segundo año, 1976, se obtuvo la séptima posición de la tabla. A pesar de haber llegado al club durante la peor época en su historia, salió airoso del mal momento y entregó el mando a José Martínez Guichou, ya en primera división.